# Хеберт, Сэмми
Сэмми Хеберт (англ. Sammy Hebert; 31 марта 1893 или 31 марта 1894, Оттава — 23 июля 1965) — канадский хоккеист. Играл на позиции вратаря. Выступал в Национальной хоккейной ассоциации, Национальной хоккейной лиге и в Западно-канадской хоккейной лиге с 1913 по 1924 год.

## Карьера
Выступал в нескольких любительских командах Оттавы до того, как в 1913 году был взят в «Торонто Онтариос» из НХА. В декабре 1914 года был обменян на Скина Ронана в «Оттаву Сенаторз». В сезоне 1914/15 успел сыграть всего 2 матча, после чего вступил в армию. После года службы, вернулся в профессиональный спорт, в «Сенаторз». После роспуска НХА в 1917 году, подписал контракт с «Торонтос» из НХЛ, где сыграл 2 игры, после чего был обменян в «Оттаву». Следующие сезоны играл в любительских чемпионатах. Вернулся в профессиональный спорт в 1921 году, подписав контракт с «Сэскатон Шейхс» из ЗКХЛ. В 1924 году завершил карьеру в составе «Сенаторз».

## Достижения
- Обладатель Кубка Стэнли 1918